# Dmitrij Kombarov
Dmitrij Vladimirovitj Kombarov (på russisk: Дмитрий Владимирович Комбаров, født 22. januar 1987 i Moskva, Sovjetunionen) er en russisk fodboldspiller (venstre kant/back). Han spiller hos Spartak Moskva i den russiske liga. Hans tvillingebror, Kirill Kombarov, er også professionel fodboldspiller.
Kombarov spillede som ungdomsspiller først for Spartak og senere for Dynamo Moskva. Efter at han i 2006 blev senior startede han hos Dynamo, og rejste i 2010 tilbage til Spartak.

## Landshold
Kombarov har (pr. juni 2014) spillet 24 kampe og scoret ét mål for Ruslands landshold, som han debuterede for 29. februar 2012 i en venskabskamp mod Danmark. Han var en del af den russiske trup til både EM i 2012 og VM i 2014.